# Cacatua sanguinea
La corella minore (Cacatua sanguinea) è un uccello della famiglia dei Cacatuidi.